# 和溪縣
和溪縣，中国古旧县名。
初為和溪鎮，南宋開禧四年（1208年），升鎮為縣，屬廣安軍，到元朝至元十五年（1278年），與新明縣一起並入岳池縣。民國二十五年（1936年）建新場鄉，屬武勝縣飛龍區，1952年從武勝縣飛龍區劃歸岳池縣管轄，位置在今四川省岳池縣斷橋鄉新場村。